# Vetus Latina

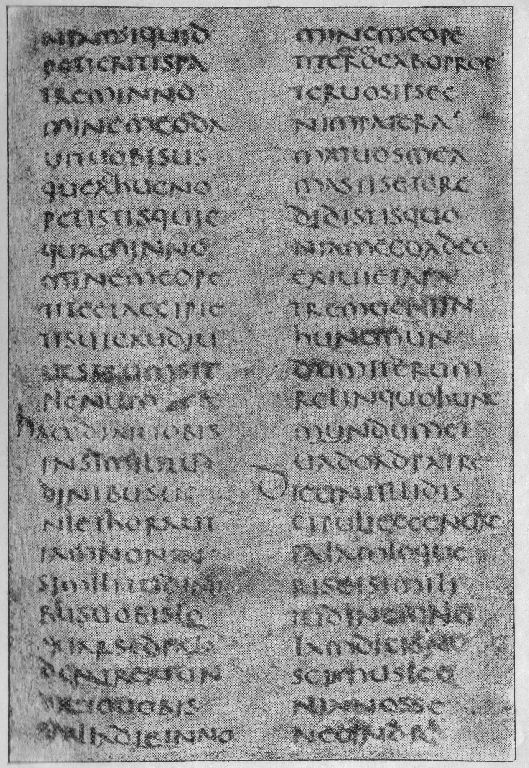
A Vetus Latina egyik példánya: A Codex Vercellensis egy oldala, János evangéliumának részletével (16:23-30)

A Vetus Latina (latinul: régi latin, ti. fordítás) a Biblia Vulgata előtti latin fordításainak neve. Ezek története az újszövetségi iratok születésével párhuzamosan vette kezdetét, a 2. századtól kezdve helyi, egyházközségi használatra született a variánsok sokasága. Első biztos jelei Szent Ciprián munkáinak ószövetségi idézetei, később nagyobb számban fordulnak elő liturgikus szövegekben és az egyházatyák műveiben.
Két típusa az afrikai Afra és az európai Itala. Az azonban nem állapítható meg egyértelműen, hogy egy vagy több fordításról, esetleg egy alapfordítás több változatáról van-e szó. Az Itala a 3-4. század környékén Itáliában készült változat; teljes, de ennek is több helyi variánsa alakult ki. 
Az Afra verzió már 200 körül létezett. Jellemzője, hogy szabadabban kezelte az eredeti szöveget, mint az Itala.
Az egyházatyák idézetei tartották fenn a Vetus Latina-variánsok szövegeit (ez az úgynevezett „indirekt”, azaz nem szándékos hagyományozás). Ezen kívül a liturgia ősi énekelt tételei is őrzik. (Pl. a matutinumban az invitatorium zsoltárának, a 94. zsoltárnak a szövege ebben a fordításban használatos a mai napig)
A Vetus Latina-variánsok között sok nem teljes, egyes könyvek szövegét tartalmazza csak, vagy csak szakaszokét. Az Ószövetségi változatokhoz a Septuagintát és Órigenész Hexapláját használták többek között. Jeromos a Vulgata megalkotásakor a Vetus Latina-szöveghagyományt vette alapul, azt korrigálta és alkotta újra saját megoldásai alapján (így született például a Zsoltárok könyvének kétféle változata Jeromosnál). Néhány ószövetségi könyv (Makkabeusok első könyve, Makkabeusok második könyve, Báruk könyve, Jeremiás levele, Sirák fia könyve) főleg a Vetus Latina-anyagok beemelésével készült a Vulgatában. A római katolikus liturgiában használatos Psalterium Romanum szövege feltehetőleg a Vetus Latina zsoltárfordítását őrzi.
A bencés rend benediktbeuerni kolostorában külön a Vetus Latina hatalmas szöveghagyománya feldolgozásának szentelt intézet működik Vetus Latina Institut néven. 1949-től B. Fischer irányításával készítik elő kiadását.

## Külső hivatkozások
Vetus latina – a Vetus Latina Institut honlapja